# Schizaspidia furcifera
Schizaspidia furcifera är en stekelart som beskrevs av John Obadiah Westwood 1835. Schizaspidia furcifera ingår i släktet Schizaspidia och familjen Eucharitidae. Inga underarter finns listade i Catalogue of Life.